# Nat Pinkerton I
Nat Pinkerton I, også med titel Det mislykkede Attentat er en dansk stum detektivfilm fra 1909 produceret af Nordisk Films Kompagni og instrueret af Viggo Larsen, der også spiller rollen som mesterdetektiven Nat Pinkerton.
Filmen havde dansk premiere den 21. februar 1909 i Biograf-Theatret. Filmen blev i tysktalende lande distribueret som Nat Pinkerton, der amerikanische Detektivkönig.
Filmens hovedperson var baseret på tyskeren Adolf Eichlers historier om den amerikanske mesterdetektiv Nat Pinkerton, der i begyndelsen af 1900'erne opnåede stor popularitet ikke kun i Danmark, men også på to af Nordisk films vigtigste markeder, Tyskland og Rusland.

## Handling
En gruppe anarkister planlægger at dræbe en guvernør, men mesterdetektiven Nat Pinkerton forpurrer planerne.

## Medvirkende
- Viggo Larsen som Nat Pinkerton
- Elith Pio